# Станко Шкерљ
Станко Шкерљ (Ново Место, Словенија, 7. фебруар 1893 — Љубљана, Словенија, 21. јул 1975) био је лингвиста, романиста и италијаниста. Доцент и ванредни професор Универзитета у Београду, први наставник италијанистике Универзитета у Београду.

## Живот
Романистику и германистику студирао у Бечу (1911—1916) и Фиренци (1913—1914). Докторирао на Дунају 1916. Од 1917. до 1930. радио је као суплент и професор у Женској реалној гимназији у Љубљани. Професорски испит из италијанског положио 1918. у Бечу, а из немачког 1919. у Загребу. Научно се усавршавао у романској филологији од 1922. до 1924. у Паризу (Sorbonne, Collège de France, École pratique des Hautes Études), где боравак окончава 1926. докторатом. Године 1930. постао је доцент Универзитета у Београду, где од 1934. до 1946. радио као ванредни професор за италијански језик и књижевност. У Љубљани постаје 1946. редовни професор романске филологије, где остаје до пензионисања 1960. године. Био је декан Филозофског факултета у Љубљани (1947—1948).
За редовног члана Словеначке академије наука и уметности примљен је 1969. Италија му је 1970. уручила орден за заслуге »Grand’Ufficiale«.

## Рад
Шкерљ се углавном бавио синтаксом романских језика, највише италијанском. У Паризу је 1926. докторирао с темом „Синтакса партиципа презента и герундија у староиталијанском“ (Syntaxe du participe présent et du gérondif en vieil italien). Објављивао је у многим врхунским научним часописима свог доба (L’Italia dialettale, Linguistica, Ricerche slavistiche, Cahiers Ferdinand de Saussure и др.), учествовао у главним научним састанцима и био високо цењен. Бавио се и културним односима Јужних Словена и Италијана, па у том контексту и славистиком. Писао је о Челинију, Голдонију, Да Винчију, Леопардију, Макијавелију, Петрарки, рецепцији италијанске културе у Словенаца итд.
Сарађивао у Летопису Матице српске, Страном прегледу, Прилозима за књижевност, језик, историју и фолклор, Белићевом зборнику итд.
Био је ментор другом познатом словеначком романисти Митји Скубицу, који је под водством проф. Шкерља 1965. израдио докторску дисертацију „Прилози за познавање претерита у италијанском“ (Prispevki k poznavanju zgodovine preterita v italijanščini).
Заједно с Миланом Грошељом основао је 1955. угледни лингвистички часопис Универзитета у Љубљани Linguistica. Уредништво тога часописа посветило му је посебно двокњижно издање у години смрти (Linguistica. In memoriam Stanko Škerlj oblata, 1975).